# 立川バス瑞穂営業所

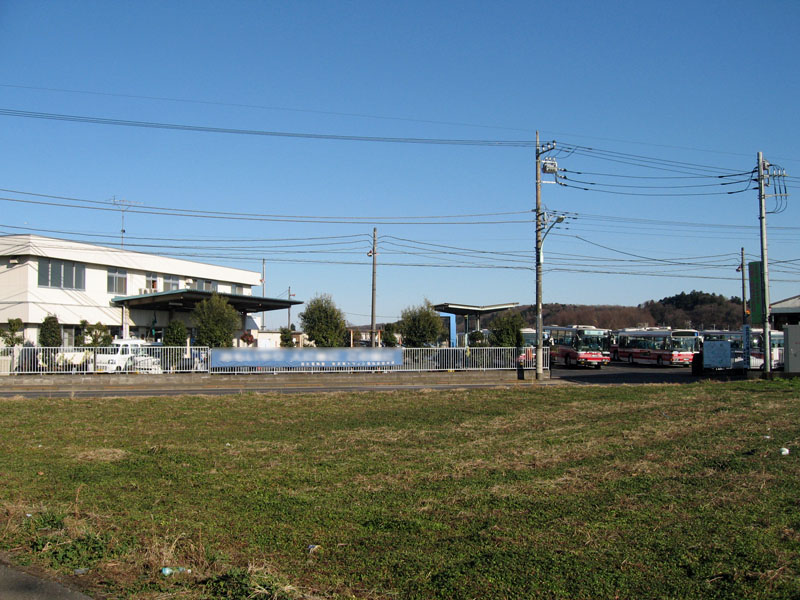
立川バス瑞穂営業所（2009年1月）

立川バス瑞穂営業所（たちかわバスみずほえいぎょうしょ）は、東京都西多摩郡瑞穂町箱根ケ崎字池廻り640-1に所在した立川バスの営業所である。2018年7月1日をもって拝島営業所と共に福生営業所に統合され、廃止された。
JR八高線箱根ケ崎駅近くに位置し、立川駅から三ツ藤・イオンモールむさし村山・青梅街道方面へ向かう路線、および昭島駅発着路線を担当し、担当地域は瑞穂町・武蔵村山市・昭島市・福生市・立川市・羽村市に及ぶ。車番として付される営業所記号はM。

## 沿革
- 1989年 - 拝島営業所瑞穂支所として開設[1]。
- 2018年7月1日 - 拝島営業所と機能を統合し、福生市に福生営業所を新設。それに伴い閉所。

## 閉鎖時の路線
すべての路線が閉鎖時に福生営業所に移管された。

### 立川駅北口 - 武蔵村山市役所 - 三ツ藤 - 瑞穂営業所方面
- 立10-1：立川駅北口 - 災害医療センター - 立川消防署 - 砂川三番 - 武蔵村山市役所 - 三ツ藤住宅 - 瑞穂町役場入口 - 箱根ケ崎 - 瑞穂営業所
- 立10-2：立川駅北口 - 災害医療センター - 立川消防署 - 砂川三番 - 武蔵村山市役所 - 瑞穂町役場入口 - 箱根ケ崎 - 瑞穂営業所（深夜バス有り）

立川駅から陸上自衛隊立川駐屯地の東側を通り、砂川から武蔵村山市役所へ出て青梅街道を西進する路線で、瑞穂営業所の開設当初から運行を続けていた。
2017年現在では、早朝の立川駅方向と夜間（平日22時以降、土曜・休日19時以降）の営業所方向、および平日午後の立川駅行き1便のみが設定されている。両系統、往復とも箱根ケ崎駅へは立ち寄らず、さらに立10-2は三ツ藤地区を経由しないため、所要時間が若干短くなる。三ツ藤地区を経由する立10-1は、行先表示に「三ツ藤」の文字が追加されている。

### 立川駅北口 - 武蔵村山市役所 - 三ツ藤・市民会館方面
- 立11-1：立川駅北口 → 災害医療センター → 立川消防署 → 砂川三番 → 武蔵村山市役所 → 三ツ藤 → 三ツ藤住宅
- 立11-1：三ツ藤 → 三ツ藤住宅 → 武蔵村山市役所 → 砂川三番 → 立川消防署 → 災害医療センター → 立川駅北口
- 立11-2：立川駅北口 - 災害医療センター - 立川消防署 - 砂川三番 - 武蔵村山市民会館

武蔵村山会館は、武蔵村山市役所と三本榎間に位置する折返場だが、立11-2以外の路線は停車・経由どちらも無い。武蔵村山市民会館に到着した便がそのまま瑞穂営業所へ回送される場合もあり、適当な立川駅方面への便が無い場合は、武蔵村山市役所または三本榎まで徒歩で移動する必要がある。
三ツ藤地区は反時計回りの経路となっており、立川駅から来た便は三ツ藤→三ツ藤住宅の順に停車して回送となるが、瑞穂営業所からの出庫便はまず三ツ藤へ向かい、三ツ藤から営業運転を開始、次に三ツ藤住宅を経由してから立川駅方面へ向かう。このため、三ツ藤・三ツ藤住宅の停留所では立川駅行き、三ツ藤住宅行きの両方が一つの停留所に停車する状態となっているので誤乗に注意が必要である。

### 立川駅北口 - 武蔵村山市役所 - 箱根ケ崎駅方面

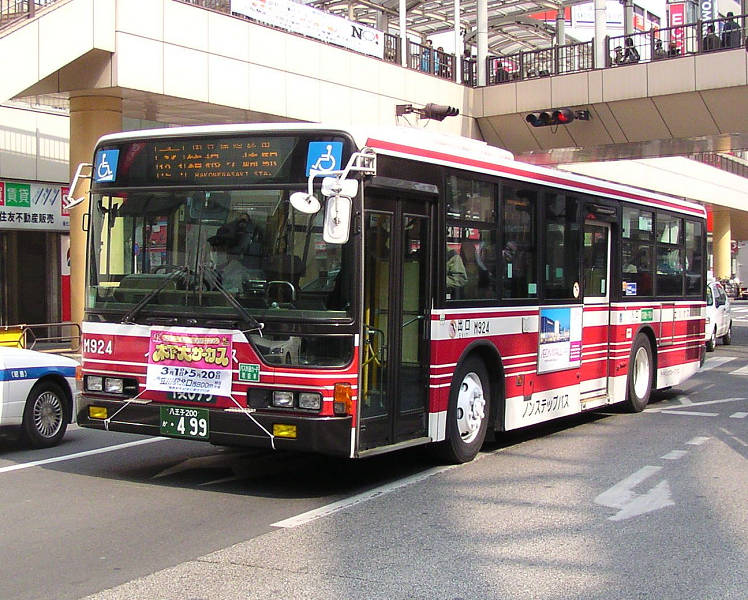
立12-1 (M924)

- 立12：箱根ケ崎駅東口 → 箱根ケ崎 → 瑞穂町役場入口 → 武蔵村山市役所 → 砂川三番 → 砂川七番 → 立飛本社前 → 高松町三丁目 → 立川駅北口（土曜・休日1便のみ運行）
- 立12-1：立川駅北口 - 災害医療センター - 立川消防署 - 砂川三番 - 武蔵村山市役所 - 瑞穂町役場入口 - 箱根ケ崎 - 箱根ケ崎駅東口
- 立12-2：立川駅北口 - 災害医療センター - 立川消防署 - 砂川三番 - 武蔵村山市役所 - 三ツ藤住宅 - 瑞穂町役場入口 - 箱根ケ崎 - 箱根ケ崎駅東口

立川駅から武蔵村山市役所を経て箱根ケ崎方面へ向かう路線で、箱根ケ崎駅東口を発着する。瑞穂営業所の出入庫（立10-1・10-2）を除いては、立13（立川駅 - イオンモールむさし村山）と並んで瑞穂営業所の主力路線で、全線を60分程度で走行する。
立12-1・12-2が終日に渡って運行され、日中は立12-2、それ以外の時間は立12-1が設定されている。立12は三ツ藤地区を経由せず、砂川三番から砂川七番、立飛本社を経由して立川駅へ向かう路線で、2017年現在では箱根ケ崎駅発の片道1便のみが設定されている。

### 立川駅北口 - 立川消防署・イオンモールむさし村山方面
- 立13：立川駅北口 - 災害医療センター - 立川消防署 - 砂川三番 - 武蔵村山病院入口 - イオンモールむさし村山
- イオン01：イオンモールむさし村山 → 見晴橋 → 三ツ藤住宅 → 瑞穂町役場入口 → 箱根ケ崎 → 箱根ケ崎駅西口
- イオン01：箱根ケ崎駅西口 → 箱根ケ崎 → 瑞穂町役場入口 → 三ツ藤 → 見晴橋 → イオンモールむさし村山

日産自動車村山工場跡地に建設された「イオンモールむさし村山」（旧：ダイヤモンドシティ・ミュー）のオープンに合わせて、立13が2008年2月16日に新設された。
その後、イオンモールむさし村山へのアクセス路線の強化を図るため、箱根ケ崎駅からのアクセス路線としてイオン01が2010年4月16日に新設された。現状ではイオン01は、箱根ケ崎駅からのアクセスというより、立13・昭23（昭島駅 - イオンモールむさし村山）の出入庫路線という位置づけとなっている。

### 昭島駅北口 - グリーンタウン方面
- 昭21：昭島駅北口 - 二の宮台 - 西武立川駅入口 - 松中団地北 - エステート立川 - 伊奈海道南 - 貝塚 - グリーンタウン武蔵村山
- 昭22：昭島駅北口 - 二の宮台 - 西武立川駅入口 - 松中団地北 - エステート立川 - 伊奈海道南 - 貝塚 - グリーンタウン武蔵村山 - 春名塚 - IHI
- 昭22-2：昭島駅北口 - 西武立川駅西 - 立川七中 - 貝塚 - グリーンタウン武蔵村山 - 春名塚 - IHI
- 昭26：昭島駅北口 - 二の宮台 - 西武立川駅入口 - 松中団地北 - エステート立川 - 伊奈海道南 - 貝塚 - グリーンタウン武蔵村山 - 春名塚
- 昭26-2：昭島駅北口 - 西武立川駅西 - 立川七中 - 貝塚 - グリーンタウン武蔵村山 - 春名塚
- IHI01：IHI -（無停車）- 箱根ケ崎駅西口（休日運休）

昭島駅発着路線の最主力で、基本は昭22である。いずれも本線は西武立川駅入口・松中団地北経由、枝番は西武立川駅西・立川七中経由で、本線は利用者が多い立川駅からの路線と経路を重複させることで、混雑の均等化を図っている。
春名塚・IHI方向は、昭22としてIHIまでの営業運行がほとんどであるが、昭島駅方向は平日は半数が春名塚始発の昭26に半数程度が振り返られる。そのため春名塚 - IHI間の本数は、昭島駅方向の方が少なめになっている。IHIで終点となり、春名塚から営業運行する便にはIHI → 春名塚間は回送となる。
土休日は原則として、両方向とも昭22で運行される。昭島駅 - 伊奈平南交差点間は後述の昭23と合わせて毎時2 - 3本程度が運行される。
枝番系統は、本数はどれも少なめであり、本線系統の補完の側面が強い。

### 昭島駅北口 - イオンモールむさし村山・箱根ケ崎駅線
- 昭23：昭島駅北口 - 二の宮台 - 西武立川駅入口 - 松中団地北 - エステート立川 - 残堀 - 三ツ藤 - イオンモールむさし村山
- 昭24：昭島駅北口 - 二の宮台 - 西武立川駅入口 - 松中団地北 - エステート立川 - 残堀 - 三ツ藤 - 三ツ藤住宅 - 武蔵村山市役所 - 瑞穂町役場入口 - 箱根ケ崎 - 箱根ケ崎駅東口

どちらも昭島駅から残堀方面に向かう系統であり、メインは昭23。
昭23は、2008年2月16日の「イオンモールむさし村山」オープンに合わせて新設されたもので、松中団地北から残堀まで直進し、三ツ藤経由でイオンモールむさし村山へ向かう（三ツ藤住宅は経由しない）。本数は毎時1本程度。
昭24は、昭島駅から残堀・三ツ藤住宅経由で箱根ケ崎駅へ向かう中距離路線で、昭23（昭島駅 - イオンモールむさし村山）と異なり、三ツ藤住宅を経由する。ただし本数は少ない。

### 福生駅東口 - 箱根ケ崎駅方面
- 福12：福生駅東口 → 加美平団地中央 → 瑞穂都営住宅 → 33号棟前 → 29号棟前 → 瑞穂都営住宅 → 加美平団地中央 → 福生駅東口
- 福13：福生駅東口 - 加美平団地中央 - 瑞穂都営住宅 - 箱根ケ崎駅東口
- 福14：福生駅東口 → ひばりヶ丘 → 羽村台下 → 羽村駅東口

福生駅から、瑞穂都営住宅および工業地帯周辺を走る路線。平日は、福生駅 - ひばりが丘停留所間で工場通勤客の利用が多い。
福12（瑞穂都営循環）は33号棟前で時間調整を行う。福13は、福生駅発着路線の出入庫を兼ねている。福14は、2010年4月16日の瑞穂営業所管内ダイヤ改正で経路変更を実施した。

### 羽村駅東口 - 箱根ケ崎駅方面
- 羽12-1：羽村駅東口 - 東台 - 松原中央公園 - 長岡 - 箱根ケ崎駅西口
- 羽13：箱根ケ崎駅西口 → 羽村高校 → 東台 → 日野自動車正門 → 羽村駅東口（土曜・休日運休）
- 羽14：羽村駅東口 →（無停車）→ 富士見平二丁目 → 羽村高校 → 箱根ケ崎駅東口（土曜・休日運休）
- 羽17：羽村駅東口 → 東台 → 松原中央公園 → JA長岡支店入口 → 長岡 → 松原中央公園 → 東台 → 羽村駅東口

青梅線羽村駅から、羽村団地・羽村動物公園を経由し、青梅街道を東進して長岡・箱根ケ崎駅方面へ向かう。かつて、羽村団地は羽村駅方面のみが停車しており、箱根ケ崎駅も西口ロータリー整備前は東口発着だった。
羽13は平日16時台の運行、かつ東台では長岡方向の停留所に停車するため、通常の羽村駅方向とは逆方向となる。羽14は羽村駅出発後、富士見平二丁目まで無停車となり、箱根ケ崎駅到着後は上記の福生線へ充当される。

### 武蔵村山市内循環バス（MMシャトル）
武蔵村山市のコミュニティバス「武蔵村山市内循環バス（MMシャトル）」を運行受託している。運行開始時に担当していた上水営業所から移管された。詳細は当該記事を参照。

## 廃止・移管路線
- 立09：立川駅北口 - 砂川三番 - 新海道 - 三本榎 - 武蔵村山市役所 - グリーンタウン武蔵村山
- 立10：立川駅北口 → 高松町三丁目 → 立飛本社前 → 砂川七番 → 砂川三番 → 武蔵村山市役所 → 瑞穂町役場入口 → 箱根ケ崎 → 瑞穂営業所
- 立11：立川駅北口 → 高松町三丁目 → 立飛本社前 → 砂川七番 → 砂川三番 → 武蔵村山市役所 → 三ツ藤
- 立12：立川駅北口 → 高松町三丁目 → 立飛本社前 → 砂川七番 → 砂川三番 → 武蔵村山市役所 → 瑞穂町役場入口 → 箱根ケ崎 → 箱根ケ崎駅

立12は営業所閉鎖直前の2017年の時点で箱根ケ崎駅発の片道のみ運行していた。
- 立70：立川駅南口 -（直通）- 三井アウトレットパーク入間（西武バス立川営業所、西武バス飯能営業所、シティバス立川と共同運行）

時期不明だが拝島営業所に移管された。
- 立91：立川駅北口 - 国立病院 - 立川消防署

平日の朝ラッシュ時に運行していた立川消防署までの短距離路線で、並走する箱根ケ崎方面の補完である。2024年現在でも立川消防署の北側で折返し可能だが、路線は設定されていない。
- 福11：福生駅東口 → 加美平団地中央 → 福生駅東口

かつて運行していた加美平団地循環だが、福生営業所へ移管される前に廃止されている。
- 福12（初代）：福生駅東口 - 加美平団地中央 - 西多摩病院 - 瑞穂都営住宅

現在は瑞穂都営住宅の周回道路を循環運行する経路へ変更されている。
- 福14（初代）：福生駅東口 → 加美平団地中央 → 羽村台下 → 羽村駅東口

2010年4月16日のダイヤ改正でひばりヶ丘経由へ経路変更が実施され、加美平団地中央は経由しなくなった。
- 昭21：昭島駅北口 - つつじヶ丘 - 西武立川駅入口 - 松中団地北 - 伊奈平公園 - 貝塚 - グリーンタウン武蔵村山
- 昭21-2：昭島駅北口 - 西武立川駅西 - 立川七中 - 伊奈平公園 - 貝塚 - グリーンタウン武蔵村山

かつて運行していたグリーンタウン武蔵村山発着路線で、現在の主力であるIHI発着と立場が入れ替わり、廃止された。
- 昭24-2：昭島駅北口 - つつじヶ丘 - 西武立川駅入口 - 松中団地北 - 残堀 - 三ツ藤 - 三ツ藤住宅

三ツ藤住宅止まりの区間便であるが詳細不明。
- 昭25：昭島駅北口 → つつじヶ丘 → つつじヶ丘北 → 昭島駅北口

昭島駅東側のつつじヶ丘ハイツ周辺を循環運行する短距離路線で、「つつじヶ丘北」はこの路線のみが経由していた。並行路線の多さから朝ラッシュ時の補完として設定されていたと思われるが詳細不明。
- 羽11：羽村駅東口 - 東台 - 羽村団地
- 羽12-1（初代）：羽村駅東口 - 東台 -（←羽村団地）- 羽村動物公園西 - 長岡 - 瑞穂松原 - 箱根ヶ崎駅
- 羽17（初代）：羽村駅東口 → 東台 → 羽村動物公園西 → 長岡 → 羽村動物公園西 → 羽村団地 → 東台 → 羽村駅東口

時期不明だが往復とも羽村団地経由へ経路変更され、羽11は福生営業所への統合前に廃止された。
- イオン02：イオンモールむさし村山 - 見晴橋 - 薬師前 - 瑞穂町役場入口 - 箱根ケ崎 - 瑞穂営業所

イオンモールむさし村山への新たなアクセス路線として、イオン01（箱根ケ崎駅 - イオンモールむさし村山）と同時に新設された。イオン01と異なり箱根ケ崎駅を経由しなかったが、2014年11月16日にイオン01へ統合廃止。

## 車両
三菱ふそう製の車両を中心に配置されていた。コミュニティバス用の小型車は日野自動車の車両も在籍した。過去には拝島からの分割時に移籍した日産ディーゼルの富士重工ボディ車や、いすゞ自動車の中型長尺車も導入されていた。
大型車は、三菱ふそう・エアロスターのノンステップ車両が大多数を占める。日産ディーゼル・スペースランナーRAのOEM車種であるエアロスターSも在籍する。
2016年までに、KL-MPが相次いで除籍または転属したため、他の営業所に比べて新車の比率が高く、在籍車両の割合においてAT車が多数となっていた。
中型車は、エアロミディMKが2台在籍した。M218号車は瑞穂営業所唯一の中型ワンステップ車、M251号車はノンステップ中型長尺車となっていた。なおM218号車は2018年6月現在、一般運用から退きC356号車と共にヤマト運輸の特定輸送に使用されており、塗装もヤマト運輸の配送車と同様のカラーに変更されている。
小型車は、武蔵村山市コミュニティバス「MMシャトル」用として、三菱ふそう・エアロミディME、日野・リエッセ、日野・ポンチョが在籍した。
サンエックスキャラクターのラッピングバスが在籍していた。M956号車は、上水営業所から転入した「リラックマバス3号車（ピンク）」だったが、2016年9月末をもってリラックマバスとしての運行を終了し、通常の立川バスカラーへ戻された。その後2016年4月より、M810号車(現F810号車)が「リラックマバス新3号車（ブルー）」として運行開始した。また2015年3月より、M971号車(現F971号車)が「すみっコぐらしバス」として、立川駅発着系統および福生駅発着系統（日曜夜間のみ）で運行中である。
過去の特徴的な車種として、10.5ｍ中型長尺車のいすゞ・エルガJが在籍していた。これは日野・レインボーHRのOEM車種で、販売台数は多くなく、いすゞブランドのエルガJとして導入した事業者は限られていた。
立川バスのエルガJは、2004年式（PK-HR7JPAC）として8台が導入され、うち6台（M401 - M405、M408）が瑞穂営業所に配属された。シティバス立川拝島営業所にも2台（H406・H407）が配属されたが、在籍台数は瑞穂営業所が最多であった。しかし中型ボディのためラッシュ時の詰め込みに難があることから立川方面への路線の定期運用はなく、新製時に幾度か入線したのみで主に昭島・福生・羽村を発着する路線に運用された。エルガJは2015年3月中旬までに全車が除籍された。
福生営業所開設前までは、立川バスの営業所で唯一八王子自動車検査登録事務所管内に所在していたため、在籍車両は八王子ナンバーであった。なお、閉鎖後に福生営業所の所属となった車両は八王子ナンバーのままである。

## 閉鎖後
閉鎖後、同営業所前バス停の名称は「岩蔵街道入口」に変更された。発車、到着本数ともに僅少である。
2020年2月現在、中央運輸の営業所となっている。